# Elaver valvula
Elaver valvula là một loài nhện trong họ Clubionidae.
Loài này thuộc chi Elaver. Elaver valvula được Frederick Octavius Pickard-Cambridge miêu tả năm 1900.